# 青函連絡船 洞爺丸転覆の謎
『青函連絡船 洞爺丸転覆の謎』（せいかんれんらくせん とうやまるてんぷく-なぞ）は田中正吾による新書。1997年に成山堂書店・交通ブックスNo.211として発売。
青函連絡船乗組員及び国鉄本社における運航管理者としての視点から、洞爺丸事故のみならず青函航路の歴史、運航の実情、更には青函航路をめぐる文芸作品について触れるなど多角的な書籍となっている。